# Lã Quang
Lã Quang (giản thể: 吕光; phồn thể: 呂光; bính âm: Lǚ Guāng) (337–400), tên tự Thế Minh (世明), gọi theo thụy hiệu là (Hậu) Lương Ý Vũ Đế ((後)涼懿武帝), là hoàng đế khai quốc của nước Hậu Lương trong lịch sử Trung Quốc. Ông ban đầu là một tướng của Tiền Tần, song trong bối cảnh Tiền Tần suy sụp từ năm 384, ông đã quyết định hình thành nên một đất nước riêng, ban đầu đất nước này bao gồm gần như toàn bộ tỉnh Cam Túc ngày nay. Tuy nhiên, trong thời gian ông cai trị, lãnh địa của ông bị thu hẹp sau khi Nam Lương và Bắc Lương tuyến bố độc lập. Việc ông qua đời năm 400 đã khiến Hậu Lương lâm vào tình trạng bất ổn định, và đất nước đã bị sụp đổ vào năm 403.

## Thời trẻ
Lã Quang là một người Đê, mặc dù vậy, ông tuyên bố có tổ tiên là một người Hán tên là Lã Văn Hòa (呂文和) đã chạy trốn từ huyện Phái của quận Tứ Thủy (nay là huyện Phong, Từ Châu, Giang Tô, tức đồng hương với tổ tiên của nhà Hán) trong một thiên tai và định cư ở vùng đất của người Đê. Ông sinh năm 337, cha ông là Lã Bà Lâu (呂婆樓) là một thuộc cấp của tộc trưởng người Đê kiêm tướng của Hậu Triệu là Bồ Hồng (蒲洪, về sau cải sang họ Phù).
Năm 351, sau khi con trai Phù Hồng là Phù Kiện lập nước Tiền Tần, Lã Bà Lâu phụng sự cho cháu trai của Phù Kiện là Đông Hải vương Phù Kiên. Sau khi Phù Kiên lật đổ Phù Sinh (con trai của Phù Kiện) vào năm 357 và lên ngôi, đã phong cho Lã Bà Lâu làm một trong những quân sư cấp cao của mình.

## Tướng nhà Tiền Tần
Tuy có cha làm quan lớn trong triều, Lã Quang lại không được các đồng sự của cha lưu tâm tới. Vì thế, ông không chuyên tâm học hành mà tập trung vào việc săn bắn và cưỡi ngựa. Tuy nhiên, thừa tướng Vương Mãnh đã nhận thấy tài năng của ông và thuyết phục Phù Kiên phong cho ông làm tướng quân. Vào năm 658, ông đã có được tiếng tăm trong lúc giao chiến với quân phiệt Trương Bình (張平), khi đó ông đã đánh bại và bắt giữ người con trai nuôi hung tợn của Trương Bình là Trương Hào (張蚝).
Khi những người anh em họ của Phù Kiên là Phù Sưu (苻廋), Phù Liễu (苻柳), Phù Vũ (苻武) và anh em trai là Phù Song (苻雙) cùng nổi loạn vào năm 367, Lã Quang là một trong các tướng được cử đi đến chống Phù Vũ và Phù Song. Ông đã có đóng góp nhiều trong việc đánh bại cuộc nổi loạn. Sau khi ông theo Vương Mãnh trong chiến dịch tiêu diệt nước Tiền Yên kình địch vào năm 390, ông được phong tước hầu.
Năm 378, Lã Quang phục vụ với vai trò là một phụ tá cho Bắc Hải công Phù Trùng (苻重, một người anh em họ của Phù Kiên), Phù Trùng là thứ sử Dự Châu (豫州, nay là Hà Nam) và trấn thủ thành Lạc Dương. Phù Trùng đã lên kế hoạch nổi loạn song Phù Kiên đã biết chuyện và ra lệnh cho Lã Quang bắt giữ Phù Trùng, Lã Quang đã hoàn thành nhiệm vụ này. Tuy nhiên, Phù Kiên không xử tử Phù Trùng mà chỉ giáng chức.
Năm 380, Phù Kiên lại cho Phù Trùng trấn thủ Kế Thành (薊城, nay thuộc Bắc Kinh), và Phù Trùng sau đó lại nổi loạn cùng với huynh đệ là tướng Phù Lạc (苻洛). Lã Quang là một trong các tướng tiến hành chiến dịch chống lại Phù Lạc và Phù Trùng, ông đã đánh bại được Phù Trùng rồi giết chết ông ta, dẫn đến việc Phù Lạc bị đánh bại và bị bắt.
Năm 382, đáp lại yêu cầu của quốc vương hai nước Tây Vực là Hưu Mật Đà (休密馱, quốc vương nước Thiện Thiện và Di Điên (彌窴, quốc vương của tiền bộ Xa Sư (tương ứng với địa khu Turfan, Tân Cương ngày nay), Phù Kiên đã ủy thác cho Lã Quang dẫn một đội quân gồm 10 vạn bộ binh và 5000 kị binh đến Tây Vực, mục đích là lập độ hộ phủ tại Tây Vực giống như nhà Hán đã làm.
Quân Hậu Tần rời khỏi kinh thành Trường An vào mùa xuân năm 383 và được hai vị quốc vương dẫn đường. Đến đầu năm 384, hầu hết các vương quốc ở Tây Vực đã chịu khuất phục, song Bạch Chuẩn (帛純) quốc vương của nước Quy Từ (hay Khâu Từ, 龜茲, nay thuộc địa khu Aksu, Tân Cương) đã chống lại, Lã Quang vì thế cho quân bao vây Quy Từ, buộc Bạch Chuẩn phải chạy trốn. Lã Quang lập một người anh em của Bạch Chuẩn là Bạch Chấn (帛震) làm quốc vương mới. Lã Quang cũng thể hiện quyền bá chủ của Tiền Tần đối với Tây Vực, ông lệnh cho các quốc vương Tây Vực phải giao các trượng của triều đình nhà Hán mà họ còn sở hữu và ban cho họ trượng của Tiền Tần.

## Ly khai Tiền Tần
Tuy nhiên, vào thời điểm này, Tiền Tần sau thất bại trong trận Phì Thủy trước Đông Tấn đã liên tiếp có nội loạn và đứng trước nguy cơ tan rã, và mặc dù Phù Kiên muốn phong cho Lã Quang làm người cai quản Tây Vực song đã không thể chính thức bổ nhiệm Lã Quang. Khi đang ở Quy Từ, Lã Quang gặp hòa thượng Cưu Ma La Thập, Cưu Ma La Thập đã khuyên ông chống lại Tiền Tần, nói rằng Quy Từ là một vùng đất khổ hạnh và nếu như ông quay trở về phía đông, ông sẽ tìm thấy một quê hương ở trên đường. Lã Quang do đó đã bắt đầu quay về phía đông, mang theo những thứ mà ông đã cướp được ở Tây Vực.
Thứ sử Lương Châu (涼州, nay là trung bộ và tây bộ Cam Túc và đông bộ Tân Cương) là Lương Hi (梁熙), không đồng tình trước ý định của Lã Quang, đã tính đến việc đóng cửa biên giới và từ chối cho Lã Quang tiến vào. Quân sư của Lương Hi là Dương Hàn (楊翰) gợi ý rằng nên chia cắt Cao Ngô cốc (高梧谷, nay thuộc địa khu Turfan, Tân Cương) hay Y Ngô quan (伊吾關, nay thuộc địa khu Kumul, Tân Cương) để khiến quân của Lã Quang khát nước mà tự diệt song Lương Hi đã từ chối. Dương Hàn sau đó đã đầu hàng Lã Quang, Lã Quang nhanh chóng tiến về đô phủ Cô Tang (姑臧, nay thuộc Vũ Uy, Cam Túc) của Lương Châu, bắt được Lương Hy và nhanh chóng kiểm soát được gần hết Lương Châu. Trong vài năm sau đó, ông đã giao chiến với các quân phiệt địa phương. Đến mùa đông năm 386, khi hay tin về cái chết của Phù Kiên (Phù Kiên chết năm 385), ông đã cải niên hiệu thành Thái An, cũng có nghĩa là tuyên bố độc lập, mặc dù vậy, vào thời điểm đó ông không xưng tước vương hoặc đế nào. Năm 386 do đó thường được coi là thời điểm thành lập Hậu Lương.

## Thời kỳ đầu trị vì:đặt nền tảng cho Hậu Lương
Khoảng tết năm 387, Lã Quang xưng làm Tửu Tuyền công, đây là tước hiệu đầu tiên mà ông tuyên bố để thể hiện việc đang kiểm soát lãnh thổ của mình. Ông tập trung vào việc củng cố quyền lực của mình tại Lương Châu, bỏ qua cơ hội khi Tiền Tần (của Phù Đăng) và Hậu Tần (của Diêu Trường) ở phía đông nam đang lâm vào bế tắc.
Vào mùa thu năm 387, Lã Quan bắt được và cho xử tử Trương Đại Dự (張大豫), con trai của Trương Thiên Tích (vua cuối cùng của Tiền Lương), Trương Đại Dự đã nhiều năm nỗ lực để phục hồi Tiền Lương.
Lã Quang không thực sự là một người cai trị hiệu quả trên lãnh địa của mình, và có nhiều cuộc nổi loạn đã nổ ra để chống lại sự cai trị của ông. Đáp lại, ông đã lập ra các đạo luật nghiêm khắc. Viên quan Đoàn Nghiệp của ông đã cố gắng dùng lời nói để chống lại các điều luật nghiêm ngặt vào năm 388, và mặc dù Lã Quang nói ràng ông đồng ý với Đoàn Nghiệp song ông vẫn không thực sự nới lỏng các điều luật đó.
Vào mùa xuân năm 389, Lã Quang xưng là Tam Hà vương. Trong khoảng thời gian này, vợ ông là Thạch phu nhân, con trai Lã Thiệu, và em trai Lã Đức Thế (呂德世) đã đến Cô Tang sau khi trải qua vài năm ở Cừu Trì. Ông lập Thạch phu nhân làm vương hậu và lập Lã Thiệu làm thế tử.
Năm 391, Lã Quang đã cố tiến hành một cuộc tấn công bất ngờ vào Tây Tần khi vua Khất Phục Càn Quy của nước này đang tấn công quân nổi loạn của Một Dịch Can (沒奕干), song Khất Phục Càn Quy đã nhanh chóng phản ứng lại khi hay tin về cuộc tấn công, Lã Quang đã rút lui. Tuy nhiên, điều này lại khởi đầu cho một loạt các trận chiến giữa Hậu Lương và Tây Tần. Năm 392, Lã Quang cử em trai là Lã Bảo (呂寶) đi đánh Tây Tần và con trai Lã Toản đi đánh một chư hầu của Tây Tần là tộc trưởng người Khương Bành Hề Niệm (彭奚念), và cả Lã Bảo và Lã Toản đều bị đánh bại, mặc dù vậy, Lã Quang sau đó đã đích thân tiến đánh Bành Hề Niệm, chiếm được kinh thành Phu Hãn (枹罕, nay thuộc Lâm Hạ, Cam Túc) của Bành và buộc ông ta phải chạy trốn.
Năm 394, Lã Quang nhận được sự khuất phục trên danh nghĩa của tộc trưởng Tiên Ti là Thốc Phát Ô Cô, những lời mà quân sư Thạch Chân Nhược Lưu (石真若留) tuyên bố đã gián tiếp thể hiện rằng Hậu Lương lúc đó đang ở đỉnh cao, Thạch Chân Nhược Lưu cho rằng Hậu Lương có khả năng tiêu diệt bộ lạc Thốc Phát nếu muốn.
Vào mùa thu năm 394, Lã Quang cử con trai là Lã Phúc (呂覆) đi đảm nhiệm vị trí trấn thủ tại Cao Xương (高昌, nay thuộc địa khu Turfan, Tân Cương), và trong thời điểm này, Hậu Lương là một thế lực đang kiểm soát một phần đáng kể Tây Vực.
Vào mùa thu năm 395, Lã Quang thực hiện một cuộc tấn công lớn vào Tây Tần, lần này thì Khất Phục Càn Quy đã chịu khuất phục làm chư hầu, ông ta cử con trai là Khất Phục Sắc Bột (乞伏敕勃) đến Hậu Lương làm con tin. Tuy nhiên, Khất Phục Càn Quy đã sớm hối tiệc vì việc này và đã cho xử tử hai viên quan của mình là Mật Quý Chu (密貴周) và Mạc Giả Cổ Đê (莫者羖羝) vì họ đã đề xuất chuyện này. Có lẽ, ông ta cũng đã từ bỏ sự khuất phục trước Lã Quang.
Năm 396, Lã Quang xưng làm "Thiên vương", đồng nghĩa với xưng đế. Ông lập Lã Thiệu làm thái tử, và phong tước công hoặc hầu cho 20 người gồm các em trai, con trai và cháu trai, và ông cũng phong tước hiệu cho các quan của mình. Tuy nhiên, khi ông có gắng ban tước hiệu cho Thốc Phát Ô Cô, Thốc Phát Ô Cô đã nói với sứ thần của Lã Quang rằng:
Các con trai của Lã Thiên vương đều tham ô và vô đạo. Các cháu trai của ông ta cực kỳ hung bạo và tàn nhẫn. Người dân gần xa đều oán hận và sẵn sàng nổi loạn. Làm sao ta có thể chống lại người dân và chấp thuận các tước hiệu bất công này? Ta sẽ tự xưng vương.
Thốc Phát Ô Cô do đó đã từ chối tước hiệu, mặc dù vậy, ông ta vẫn giữ các nhạc sĩ và nghệ nhân mà Lã Quang cử đến như là một phần của việc ban tước hiệu. Bình luận của Thốc Phát Ô Cô có ý tuyên truyền và không đúng với các sự kiện sau đó.

## Thời kỳ trị vì cuối: Hậu Lương dần dần suy sụp
Hậu Lương bắt đầu suy sụp từ năm 397, khi đó Lã Quang đã quyết định phải trừng phạt Khất Phục Càn Quy vì đã thay đổi lập trường, ông cho mở một chiến dịch lớn tấn công vào kinh đô Tây Thành (西城, nay thuộc Bạch Ngân, Cam Túc) của Tây Tần. Các quan lại của Khất Phục Càn Quy sợ hãi đến mức họ đã đề xuất rút lui đến Thành Kỉ (成紀, nay thuộc Thiên Thủy, Cam Túc) ở phía đông, song Khất Phục Càn Quy đã nhìn thấy được điểm yếu của quân Hậu Lương nên vẫn quyết định ở nguyên vị trí. Quân Hậu Lương đạt được những thắng lợi bước đầu, chiếm được một số thành quan trọng của Tây Tần, song Khất Phục Càn Quy đã lừa Thiên Thủy công Lã Diên (呂延) (em trai và cũng là một đại tướng của Lã Quang) rằng ông đang rút lui, Lã Diên đã rơi vào bẫy do Khất Phục Càn Quy lập nên và bị giết. Lã Quang lo sợ và rút lui về Cô Tang.
Ngay sau khi Lã Quang thất bại, Thốc Phát Ô Cô đã tuyên bố độc lập khỏi Hậu Lương, lập nên nước Nam Lương và chiếm Kim Thành (金城, nay thuộc Lan Châu, Cam Túc), tức nơi mà Hậu Lương vừa chiếm được từ Tây Tần. Lã Quang cử tướng Đậu Cẩu (竇苟) đi đánh Thốc Phát Ô Cô song thất bại.
Sau cái chết của Lã Diên, Lã Quang tin vào lời vu cáo nhắm vào các trợ thủ của Lã Diên là anh em Thư Cừ La Cừu (沮渠羅仇) và Thư Cừ Khúc Chúc (沮渠麴粥) và xử tử họ. Cháu trai của hai người này là Thư Cừ Mông Tốn đã hộ tống quan tài của họ về vùng đất quê hương ở Tương Dịch (張掖, nay thuộc Trương Dịch, Cam Túc) và sau đó thuyết phục các bộ lạc Hung Nô khác nổi dậy chống lại Hậu Lương. Ban đầu, Lã Quang cử Lã Toản đi đánh Thư Cừ Mông Tốn và đuổi được ông ta vào vùng đồi núi, song người anh ẹm họ của Thư Cừ Mông Tốn là Thư Cừ Nam Thành (沮渠男成) cũng lại nổi loạn và vây thành Kiến Khang (建康, nay thuộc Trương Dịch, Cam Túc, không phải kinh thành của Đông Tấn) của Hậu Lương. Thư Cừ Nam Thành đã thuyết phục được thái thú của quận Khiến Khang là Đoàn Nghiệp (người này vốn đã lo sợ sẽ bị Lã Quang đổ tội vì các cuộc nổi loạn) cùng gia nhập với mình, và Thư Cừ Nam Thanh đã tôn tước hiệu Khiến Khang công cho Đoàn Nghiệp, và lập nên nước Bắc Lương. Lã Toản đã đem quân đến tấn công đất nước non trẻ này song đã không thể tiêu diệt được nó.
Tại thời điểm đó, pháp sư Quách Nôn (郭黁), người mà Lã Quang cùng dân chúng Hậu Lương hết mực tin tưởng, đã tiên đoán rằng thời điểm Hậu Lương bị tiêu diệt không còn xa, và do đó ông ta đã tự mình tiến hành một cuộc nổi loạn ngay ở bên trong kinh thành Cô Tang, bắt được tám cháu trai nội của Lã Quang và giết chết họ một cách tàn nhẫn. Quách Nôn ngay sau đó đã ủng hộ tướng Dương Quỹ (楊軌) làm lãnh đạo của cuộc nổi loạn. Lã Toản đã buộc phải từ bỏ cuộc tấn công Bắc Lương và trở về Cô Tang. Tuy nhiên, đến cuối cùng thì Dương Quỹ và Quách Nôn đã bị quân Hậu Lương đánh bại và buộc phải chạy trốn rồi sau đó đến chỗ Nam Lương và Tây Tần đầu hàng, tương ứng. Tuy nhiên, từ thời điểm này trở đi, Hậu Lương nay đã bị suy giảm cả về kích thước lãnh thổ lẫn sức mạnh, và trở thành đối tượng cho các cuộc tấn công của Nam lương, Bắc Lương và Tây Tần, khiến nước này không còn có thể giữ vững ngay cả các lãnh thổ của mình. Năm 398, các phần phía tây của Hậu Lương (bao gồm cả những nơi nắm giữ tại Tây Vực) đều đã về tay Bắc Lương. Năm 399, Lã Thiệu và Lã Toản mở một chiến dịch khác để đánh Bắc Lương, song do quân Nam Lương đến cứu việc cho Bắc Lương nên họ buộc phải rút lui.
Khoảng tết năm 400, Lã Quang lâm bệnh nặng, và ông đã lệnh cho Lã Thiệu lên ngôi với danh hiệu Thiên vương; bản thân ông xưng là Thái thượng hoàng(Thái thượng Thiên Vương). Nhận thấy Lã Thiệu thiếu tài năng và khả năng, ông đã nói chuyện với Lưu Thiệu và 2 người anh của Thiệu là Thái Nguyên công Lã Toản và Thương Sơn công Lã Hoằng (呂弘). Ông bảo Lã Thiệu hãy tin tưởng các anh còn Lã Toản và Lã Hoằng hãy phụng sự Lã Thiệu một cách trung thành. Lã Quang qua đời ngay sau đó, thọ 64 tuổi.
Tuy nhiên, ngay sau khi ông mất, Lã Toản và Lã Hoằng đã quay lưng lại với Lưu Thiệu và họ bắt đầu tiến hành chính biến, Lã Thiệu tự sát và Lã Toản lên ngôi. Hậu Lương bắt đầu một loạt các rối loạn và bất ổn nội bộ, kết hợp với các cuộc tấn công của các nước lân bang, cuối cùng thì Hậu Lương đã phải đầu hàng Hậu Tần vào năm 403.